# Orontes
|  | Per a altres significats, vegeu «Orontes (desambiguació)». |

El riu Orontes (àrab: نهر العاصي, nahr al-ʿĀṣī, també anomenat nahr al-Urunt o nahr al-Urund) és el principal riu de Síria, després de l'Eufrates.
Estrabó diu que el seu nom original era Tifon (Τυφών), i explica que el riu naixia a Celesíria i desapareixia sota terra, sorgia a Apamea, passava per Antioquia i Selèucia (coneguda de vegades per Selèucia de l'Orontes). També diu que va rebre el seu nom d'un tal Orontes, que hi havia construït un port.
El riu neix a les muntanyes del Líban, on modernament és anomenat Al-Asi (Nahr al-Asi, o 'el riu rebel'), prop de la vila de Labweh, una mica al nord de Baalbek, a la part oriental de la vall de la Bekaa. Corre paral·lel a la costa cap al nord en territori sirià i passa per Homs i Hamah i, més al nord, gira a l'oest i entra a territori de Turquia, passant per Hatay, fins a arribar a la mar, i desaigua a Suweidah (actualment Samandagi).
Els principals afluents al nord en són l'Afrin (Afreen, antic Oenobaras) i el Kara Su. El seu curs és d'uns 240 km. No és navegable i la seva importància deriva del fet de córrer de sud a nord formant una vall que antigament permetia les comunicacions fluides entre el nord i el sud de Síria.
Va ser l'escenari de la batalla de Cadeix (cap a l'any 1290/1275 aC) i la Batalla de Qarqar (entre assiris i els reis confederats dirigits per Damasc, el 853 aC).
El riu va marcar la frontera nord i est d'Amurru sota domini egipci (segles XV i XIV aC). Els croats el tenien com a frontera entre el principat d'Antioquia i l'emirat d'Alep.